# فارق الأهداف
فارق الأهداف (بالإنجليزية: Goal difference)‏ أو الهدف التفضيلي (بالإنجليزية: goal differential)‏ أو فرق النقاط (بالإنجليزية: points difference)‏ هو شكل من أشكال كسر التعادل يستخدم لتصنيف الفرق الرياضية التي تنتهي بنقاط متساوية في منافسة الدوري. يتم استخدام إما «فرق الأهداف» أو «فرق النقاط»، اعتمادًا على ما إذا كانت المباريات مسجلة بالأهداف (كما هو الحال في هوكي الجليد وكرة القدم) أو بالنقاط (كما هو الحال في اتحاد الرغبي وكرة السلة).

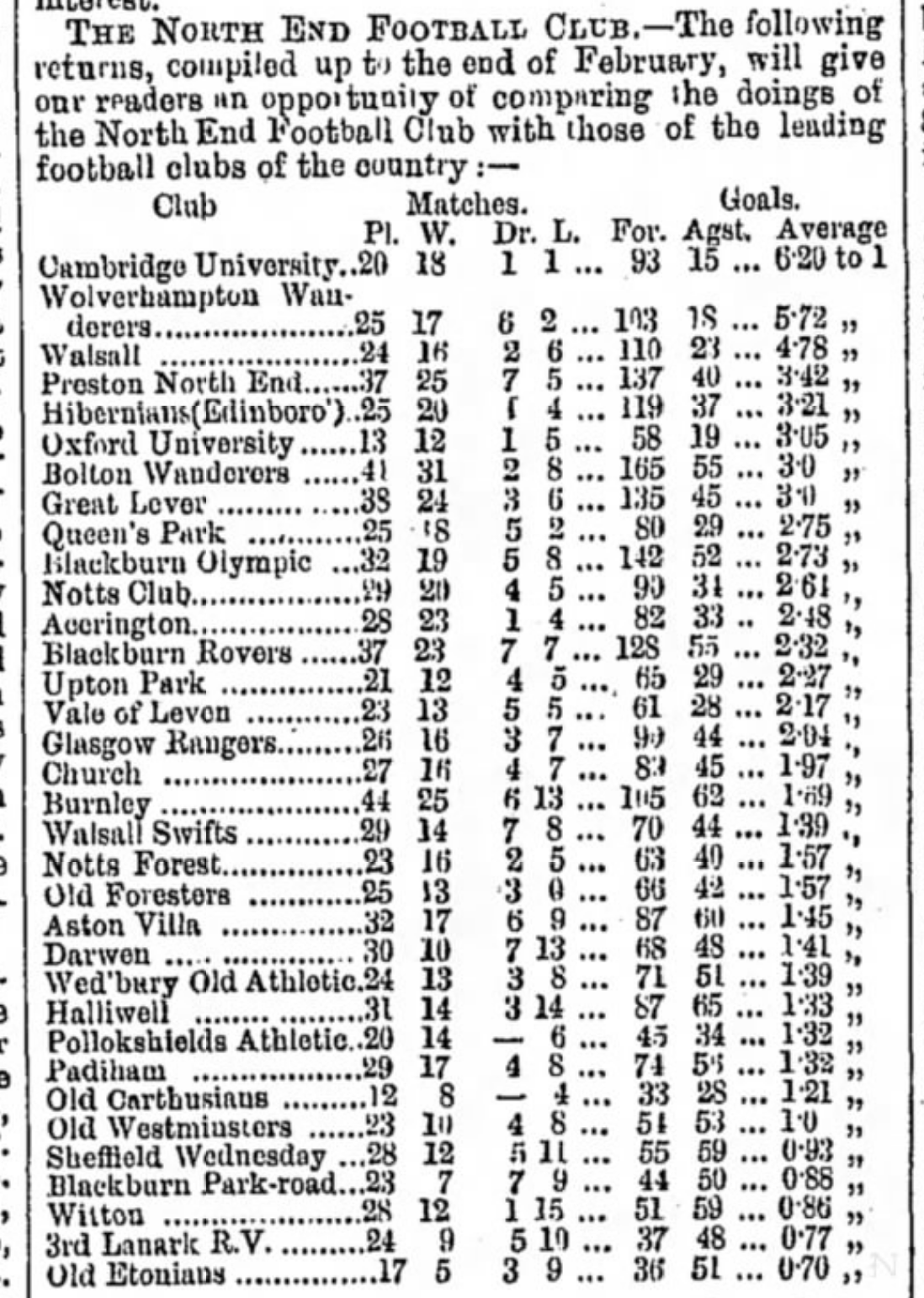
مثال مبكر على متوسط الهدف المستخدم لمقارنة أداء أندية كرة القدم (مارس 1885)

يتم احتساب فرق الأهداف على أنه عدد الأهداف التي تم تسجيلها في جميع مباريات الدوري مطروحًا منه عدد الأهداف التي تم تلقيها. تم تقديم فارق الأهداف لأول مرة ككسر للتعادل في كرة القدم، في كأس العالم 1970، وتم اعتماده من قبل دوري كرة القدم في إنجلترا بعد خمس سنوات. وقد انتشر منذ ذلك الحين إلى العديد من المسابقات الأخرى، حيث يتم استخدامه عادةً إما كأول أو، بعد ربط سجلات الفرق وجهاً لوجه، فاصل التعادل الثاني. فرق الهدف هو مجموع صفر، حيث أن مكسب فريق واحد (+1) متوازن تمامًا بخسارة خصمه (-1). لذلك، فإن مجموع فروق الأهداف في جدول الدوري هو دائمًا صفر (بشرط أن يكون الفريقان قد لعبوا بعضهم البعض فقط).
إذا تم تسجيل مجموع نقاط فريقين أو أكثر وكانت اختلافات الأهداف متساوية، فغالبًا ما يتم استخدام الأهداف المسجلة ككسر فاصل إضافي، حيث يسجل الفريق أكبر عدد من الأهداف. بعد ذلك، يمكن استخدام مجموعة متنوعة من أدوات كسر التعادل الأخرى.